# Hikmet Hajiyev
Hikmet Hajiyev  est le chef du département des relations extérieures de l'administration présidentielle de la République d'Azerbaïdjan, ancien chef du service de presse du ministère des Affaires étrangères de la République d'Azerbaïdjan.

## Vie
Hikmet Hajiyev est né le 15 octobre 1979 à Gandja. Il est diplômé de l'université d'État de Bakou, de la faculté des relations internationales et du droit international.
Hikmet Hajiyev parle couramment l'anglais, le russe, le français et le turc.

## Conseiller en politique étrangère
Le 18 septembre 2018, il a été nommé chef adjoint du département de la politique étrangère de l'administration présidentielle. Plus tard en novembre, il est devenu chef de ce département et le 29 novembre 2019, il est devenu assistant officiel du président.